# Cerro Pajas
Cerro Pajas är ett berg i Ecuador.   Det ligger i provinsen Galápagos, i den västra delen av landet, 1 300 km väster om huvudstaden Quito. Toppen på Cerro Pajas är 473 meter över havet, eller 114 meter över den omgivande terrängen. Bredden vid basen är 2,2 km.
Terrängen runt Cerro Pajas är huvudsakligen kuperad, men den allra närmaste omgivningen är platt.